# Wheels (Glee)
"Wheels" er den niende episode af den amerikanske tv-serie Glee. Episoden er skrevet af seriens medskaber Ryan Murphy og er instrueret af Paris Barclay. Episoden blev vist på Fox den 11. november 2009. "Wheels" handler om at koret afholder en bagerumsalg, for at rejse penge til en handicaptilgængelig bus, så kormedlem Artie (Kevin McHale), som bruger kørestol, kan rejse med dem til sektionskonkonkurrencen. Quinn (Dianna Agron) kæmper med lægeudgifter på grund af hendes graviditet, og Puck (Mark Salling) fornyer sit tilbud om at støtte hende. Sue (Jane Lynch) accepterer en studerende med Downs syndrom på cheerleaderholdet, Will (Matthew Morrison) sætter spørgsmålstegn ved hendes motiver, og Kurt (Chris Colfer) og Rachel (Lea Michele) konkurrerer om en solopræstation.
McHale kaldte "Wheels" den "mest alvorlige" episode af Glee hidtil, mens Murphy fandt episoden som et "vendepunktet for showet". Episoden introducerer to nye figurer, Lauren Potter som Becky Jackson og Robin Trocki som Jean Sylvester. Episoden har coverversioner af Nouvelle Vagues udgave af "Dancing with Myself", "Defying Gravity" fra Wicked og Ike & Tina Turners udgave af "Proud Mary". "Dancing With Myself" er McHale første solopræstation i serien. "Defying Gravity" blev inkluderet, som en afspejling af Colfers egen high school oplevelse, da hans dramalærer nægtede ham, at synge sangen på grund af hans køn. "Proud Mary" blev iscenesat med kørestole, og blev beskrevet af seriens koreograf Zach Woodlee som den "mest skræmmende" nummer produceret til dato.
"Wheels" blev set af 7.350.000 amerikanske seere, og Barclay blev nomineret til Directors Guild of America Award for Outstanding Directing of a Comedy Series. Den fik kritik fra en bred udvalg af kunstnere med handicap, der følte, at det var uhensigtsmæssigt at en rask skuespiller spiller en rolle med handicap. Episoden fik generelt positive anmeldelser fra kritikerne, hvor både Entertainment Weeklys Tim Stack og Aly Semigran fra MTV skrev, at det bragte dem til tårer. Anmelderene Alan Sepinwall fra The Star-Ledger og Maureen Ryan i Chicago Tribune kommenterede begge positivt på episoden, på trods af, at de tidligere havde givet negative anmeldelser af serien, som helhed. Derimod anså Mike Hale fra The New York Times episoden som problematisk, og Eric Goldman fra IGN beskrev det som noget "meget særlig".

## Plot
Korlederen Will Schuester oplyser, at skolens budget ikke vil dække en handicapvenlig bus til at transportere koret til sektionskonkurrencen, hvilket betyder, at Artie Abrams (Kevin McHale) bliver nødt til at rejse adskilt fra resten af koret. Will opfordrer de øvrige klubmedlemmer, til at støtte Artie, ikke kun ved at holde et kagesalg, for at rejse midler til en handicapbus, men også ved at tilbringe tid i en kørestol for til at opleve, hvordan livet er for ham. I mellemtiden kæmper Quinn Fabray (Dianna Agron) for at dække udgifterne til sin graviditetsundersøgelser og truer med at bryde op med Finn Hudson (Cory Monteith), hvis han ikke kan betaler hendes ultralydsregningen. Puck (Mark Salling) kæmper med Finn, hvem han ikke mener gør nok for at støtte Quinn. Ved at putte cannabis i kagerne, sikrer Puck at salget af kagerne, er en succes og tilbyder Quinn pengene. Hun undskylder for, at have kalde ham en taber, men nægter at modtage pengene, og er lettet, da Finn er i stand til, at finde et job.
Rachel Berry (Lea Michele) og Kurt Hummel (Chris Colfer) konkurrerer om en soloversion af "Defying Gravity". Den del, der normalt udføres af en kvinde, bliver i første omgang tilbudt Rachel, men da Kurts far Burt (Mike O'Malley) klager til Principal Figgins (Iqbal Theba), fordi hans søn er ved at blive udsat for forskelsbehandling, får Kurt lov til at gå til audition sammen med Rachel. Burt modtager et anonymt telefonopkald om sin søns seksuelle orientering, og Kurt saboterer bevidst sin egen audition for at skåne sin far fra yderligere chikane.
Artie afslører, hvorfor han er handicap til Tina Cohen-Chang (Jenna Ushkowitz), forklarer, at han blev lam i en bilulykke i en alder af otte. Han sammenligner sin kørestol ,ed Tinas talefejl . De to går på en date og kysser. Tina indrømmer, at hun har været faket hendes talefejl siden sjette klasse, for at aflede opmærksomheden fra sig selv, men nu føler hun, at hun ikke længere har brug for det, fordi hun har fået tillid på grund af koret.
Da Quinn ikke er cheerleader på grund af hendes graviditet, er træner Sue Sylvester tvunget til at holde åbne auditions for at finde en erstatning. Hun accepterer Becky Jackson (Lauren Potter), en pige med Downs syndrom. Will er mistænksom på grund af hendes motiver, da Sue donerer penge til skolen for at finansiere tre nye handicapramper for studerende med handicap. Sue besøger senere sin storesøster, Jean (Robin Trocki), som også har Downs syndrom, og bor på et plejehjem for handicappede. 

## Eksterne links
- Wheels på Internet Movie Database (engelsk)
- "Wheels" Arkiveret 13. januar 2015 hos  Wayback Machine at TV.com